# حزب چپگرای سوسیالیستی (اتریش)
Sozialistische LinksPartei حزبی سیاسی سوسیالیست دراتریش است.
حزب در سال۲۰۰۰ ایجاد شد.
رهبر حزب Sonja Grusch است. حزب Vorwärts را منتشر می‌کند.
در انتخابات مجلس 2002 حزب 3 906 رای (0.08%) دریافت کرد. ولی حزب موفق به کسب کرسی در مجلس نشد.